# ريتشارد فوسيل
ريتشارد فوسيل (بالإنجليزية: Richard Fussell)‏ هو لاعب اتحاد الرغبي بريطاني، ولد في 12 أبريل 1984 في Bedlinog ‏ في المملكة المتحدة.